# Alejandro Mirecki
Alejandro Víctor Mirecki Bach. Violinista y compositor español, nacido en Madrid, el 4 de diciembre de 1892 y fallecido en la misma ciudad el 28 de noviembre de 1981. Hijo del violonchelista Víctor Mirecki, realiza estudios de violín en el Conservatorio de Madrid con Jesús de Monasterio, que termina a la temprana edad de 15 años, logrando el Premio Extraordinario de Violín en 1907 y en 1911 el primer Premio Sarasate de Violín. Pronto entra a formar parte de la Sociedad de Conciertos de Madrid, y forma una orquesta de cámara fija en el Hotel Ritz de Madrid. Durante las dos primeras décadas del siglo XX es un personaje habitual de los ambientes musicales madrileños, e, influenciado por las nuevas corrientes musicales llegadas de Londres y Estados Unidos, participa activamente en el montaje de las primeras comedias musicales, revistas y espectáculos de cabaret en Madrid. También destaca por sus composiciones, entre las que destaca el pasodoble La Lola, interpretado por muchas estrellas musicales de ese tiempo. En 1926 es nombrado catedrático de violín y, después, director del Conservatorio de Tánger. En 1920 casa con Carmen Ruiz Casaux, hermana del discípulo favorito de su padre, el violonchelista Juan Ruiz Casaux. De este matrimonio nacen tres hijos, siendo su primogénito el economista José Luis de Mirecki. Durante la guerra civil española permanece en la capital, siguiendo su actividad musical durante el asedio, y al terminar la contienda reingresa en la Orquesta Sinfónica de Madrid, donde permanece hasta su jubilación.
- Datos: Q5665258